# Ramapesiini
Los ramapesinos (Ramapesiini) son una tribu de lepidópteros ditrisios de la familia Tortricidae.   Tiene los siguientes géneros.

## Géneros
- Abrepagoge - Aneuxanthis - Capua - Ditula - Epagoge - Paramesia - Periclepsis - Philedone - Philedonides - Pseudeulia.[1]